# Dalasi
Der Dalasi (plural: Dalasis) ist seit dem 1. Juli 1971 die Währung des westafrikanischen Staats Gambia.

## Geschichte
Der Dalasi wurde am 1. Juli 1971 als neue Währung Gambias eingeführt. Mit der Einführung wurde auch auf eine Dezimalwährung umgestellt. Es wurden zunächst Banknoten zu 1, 5, 10 und 25 Dalasi ausgegeben.
1975 wurde eine 10-Dalasi-Münze zum Gedenken der 10-jährigen Unabhängigkeit herausgegeben. 1989 wurde die Palette der Banknoten um eine neue 50-Dalasi-Banknote erweitert.
Im September des Jahres 1996 wurden neue 5-, 10-, 25- und 50-Dalasi-Banknoten eingeführt. Am 20. Juli 2001 wurde die Palette der Banknoten nach oben hin um eine neue 100-Dalasi-Banknote erweitert.
Im Juli 2006 wurden die Banknoten neu gestaltet und mit modernen Sicherheitsmerkmalen wie beispielsweise Hologrammen ausgestattet, diese wurden am 27. Juli 2006 der Öffentlichkeit vorgestellt. Die alten Banknoten wurden gewechselt und sind nicht mehr gültig.
Der Wechselkurs des Dalasi zum Euro erreichte am 30. Dezember 2004 einen Tiefstand mit 40,21 Dalasi für einen Euro.
Im Jahr 2013 erfuhr der Dalasi eine starke Abwertung im Vergleich zum US-Dollar (minus 14,8 Prozent) und zum Euro (minus 21 Prozent). Diese Abwertung war höher als in den Vorjahren. 2014 erholte sich der Dalasi wieder. Am 30. Januar 2015 betrug der Wechselkurs zum Euro 48,94 Dalasi.
Am 25. Februar 2015 stellte die Zentralbank von Gambia eine neue Serie von Banknoten vor, darunter den 200-Dalasi-Schein, die den D100-Schein als größte Stückelung ersetzte. Alle neu gestalteten Banknoten trugen das Porträt von dem damaligen Präsident Yahya Jammeh.
Im Mai 2019 stellte die gambische Zentralbank eine Serie von neu gestalteten Banknoten vor. Die Scheine wurden ab dem 6. August 2019 im Umlauf gebracht. Bei der Vorstellung sagte der Gouverneur der gambischen Zentralbank „Die Bilder des ehemaligen Präsidenten Yahya Jammeh und andere Merkmale, die nichts mit dem Land zu tun haben, wurden von den neuen Banknoten entfernt.“ Der D25-Schein wurde nicht mehr ausgegeben, dafür aber ein D20-Schein.

## Münzen und Scheine
Aktuell sind Münzen zu 1, 5, 10, 25, 50 Bututs und einem Dalasi, sowie Banknoten zu 5, 10, 25, 50, 100 und 200 Dalasi im Umlauf. Bututs sind im Alltag größtenteils verschwunden, lediglich die 50-Butut-Münzen werden noch selten benutzt.

### Münzen
|  |  |  |
|  |  |  |
|  |  |  |
|  |  |  |
|  |  |  |
|  |  |  |

### 1971
|  |  |

|  |  |
|  |  |
|  |  |

|  |  |

|  |  |
|  |  |
|  |  |

|  |  |
|  |  |
|  |  |

### 1989
|  |  |

### 1996
|  |  |
|  |  |
|  |  |
|  |  |

### 2001
|  |  |
|  |  |
|  |  |
|  |  |
|  |  |

## Ausblick
Die Economic Community of West African States (ECOWAS), zu der auch Gambia angehört, plant für ihre 15 Mitgliedsstaaten eine gemeinsame Währung zu schaffen. Der Eco sollte, dem Euro als Vorbild, schon 2005 eingeführt werden. Bislang ist aber die Einführung auf unbestimmte Zeit verschoben.